# De Bruil (Berkelland)
De Bruil (Nedersaksisch: De Bräöl) is een buurtschap in de gemeente Berkelland, in de Nederlandse provincie Gelderland. De buurtschap valt formeel onder Ruurlo. In 1840 kwam de plaats voor als De Breuil.
De Bruil is de grootste buurtschap van Ruurlo. Jaarlijks wordt er een groot buurtfeest gehouden waarbij ook de andere buurtschappen van Ruurlo zijn betrokken. De buurtschap wordt daarom soms ook aangeduid als De Bruil en Omstreken.